# هوراسيو بانشيري
هوراسيو بانشيري (بالإسبانية: Horacio Pancheri)‏ ( آيسكيول، الأرجنتين، 2 ديسمبر 1982 ) هو ممثل ونموذج أرجنتيني.

## فيلموغرافيا

### مسلسلات
| عام       | عنوان           | حرف                          |
| --------- | --------------- | ---------------------------- |
| 2017      | أرض الحب        | سيرجيو أوتيرو ريفيليس        |
| 2017      | رحلة النصر      | مشاركة خاصة (الفصل 57)       |
| 2016      | طريق إلى الوجهة | كارلوس غوميز-رويز            |
| 2014-2015 | ظل الماضي       | ريناتو باليستيروس ميدرانو    |
| 2014      | لون العاطفة     | ألونسو جاكسولا بيلتران (شاب) |
| 2019      | مجموعة المفاتيح | عيد الحب - 10 حلقات          |

### مسرح فيلم
| عام  | عنوان      | حرف              |
| ---- | ---------- | ---------------- |
| 2016 | أنا بيبيتو | أليخاندرو جاسكيه |

## روابط خارجية
- هوراسيو بانشيري على موقع IMDb (الإنجليزية)
- هوراسيو بانشيري على موقع قاعدة بيانات الفيلم (الإنجليزية)
- هوراسيو بانشيري على موقع كينوبويسك (الروسية)